# Liste der Kulturdenkmäler in Detzem
In der Liste der Kulturdenkmäler in Detzem sind alle Kulturdenkmäler der rheinland-pfälzischen Ortsgemeinde Detzem aufgeführt. Grundlage ist die Denkmalliste des Landes Rheinland-Pfalz (Stand: 8. Februar 2023).

## Denkmalzonen
| Bezeichnung          | Lage | Baujahr | Beschreibung | Bild |
| -------------------- | --- | ------- | --- | ---- |
| Denkmalzone Ortskern | Hauptstraße 21, 22, 23, Ankerstraße 1, 2, 3, Agritiusstraße 1, Maximiner Hof 1/3, Maximinerstraße 2 Lage |         | historischen Ortskern mit Moselpanorama um die Pfarrkirche, Pfarrhaus und Zehntscheune; Bauten mit spätgotischem und renaissancezeitlichen Kern, mehrere barock; kennzeichnendes Straßenbild | BW   |

## Einzeldenkmäler
| Bezeichnung                          | Lage                                   | Baujahr                    | Beschreibung | Bild                           |
| ------------------------------------ | -------------------------------------- | -------------------------- | --- | ------------------------------ |
| Katholische Pfarrkirche St. Agritius | Agritiusstraße 1 Lage                  | 1735/36                    | barocker Saalbau, 1735/36, spätgotischer Chor, Ende des 15. Jahrhunderts; Kreuzigungsbildstock, bezeichnet 1660 und 1739 | weitere Bilder Fotos hochladen |
| Pfarrhof                             | Ankerstraße 1 Lage                     | Mitte des 18. Jahrhunderts | barocker Krüppelwalmdachbau, Mitte des 18. Jahrhunderts, Umbau 1902                                                      | BW                             |
| Wohnhaus                             | Ankerstraße 3 Lage                     | frühes 18. Jahrhundert     | Krüppelwalmdachbau, Treppenturm, frühes 18. Jahrhundert, im Kern älter                                                   | BW                             |
| Wegekreuz                            | Bahnhofstraße, Ecke Donatusstraße Lage | 1857                       | neugotisches Stelenkreuz, bezeichnet 1857                                                                                | Fotos hochladen                |
| Quereinhaus                          | Hauptstraße 15 Lage                    | 1655                       | Quereinhaus, bezeichnet 1655, Erneuerung und Erweiterung 1908                                                            | BW                             |
| Wohnhaus                             | Hauptstraße 16 Lage                    | Ende des 18. Jahrhunderts  | Breitgiebelhaus, Ende des 18. Jahrhunderts                                                                               | BW                             |
| Bildstock                            | Hauptstraße, an Nr. 20 Lage            | 1687                       | Kreuzigungsbildstock, bezeichnet 1687                                                                                    | Fotos hochladen                |
| Burgpütz                             | Maximinerhof Lage                      | 18. Jahrhundert            | barockes Brunnenhäuschen, 18. Jahrhundert                                                                                | BW                             |
| Maximiner Hofgut                     | Maximinerhof 1–5 Lage                  | um 1740                    | stattlicher barocker Krüppelwalmdachbau, um 1740                                                                         | BW                             |
| Kriegerdenkmal                       | Neustraße, auf dem Friedhof Lage       | 1921                       | Kriegerdenkmal 1914/18, 1921                                                                                             | BW                             |
| Quereinhaus                          | Neustraße 9 Lage                       | 1872                       | Quereinhaus, bezeichnet 1872                                                                                             | BW                             |
| Bürgerhaus                           | Neustraße 16 Lage                      | 19. Jahrhundert            | ehemals Gasthaus zum Bahnhof; Krüppelwalmdachbau, 19. Jahrhundert; Saalbau mit Walmdach, um 1900                         | Fotos hochladen                |
| Wappen                               | Römerstraße, an Nr. 7 Lage             | frühes 17. Jahrhundert     | Wappenschild, frühes 17. Jahrhundert                                                                                     | Fotos hochladen                |
| Fassade                              | Thörnicher Straße, an Nr. 8 Lage       | 1787                       | Fassade mit Sandsteinplatte, bezeichnet 1787                                                                             | BW                             |
| Bildstock                            | Thörnicher Straße, vor Nr. 8 Lage      | 1788                       | Kreuzigungsbildstock mit Vesperbild, 1787                                                                                | Fotos hochladen                |
| Wegekreuz                            | am südlichen Ortsrand Lage             | 1837                       | ehemaliges Friedhofskreuz, bezeichnet 1837                                                                               | BW                             |